# ジェリーフィッシュレイク
ジェリーフィッシュレイク（英語: Jellyfish Lake、パラオ語: Ongeim'l Tketau）は、パラオ共和国のマカラカル島（Eil Malk島）に存在する塩湖。マカラカル島はコロール島とペリリュー島の間に位置し、200-300の無人島からなるロックアイランドを構成する島の一つである。ロックアイランドには約70の塩湖があるが、ジェリーフィッシュレイクはその中で最も有名な観光地の一つで、数百万匹ものクラゲが湖を周期的に回遊することで知られている。
ジェリーフィッシュレイクは中新世の石灰岩によって作られた亀裂およびトンネルを通じて、外海と連絡している。しかし生物の往来を妨げるには充分なほど隔絶されており、生物の種多様性は隣接するラグーンよりもはるかに少ない。生息するクラゲの1種（Mastigias cf. papua etpisoni、ゴールデンジェリーフィッシュ）とその他の生物群は、付近のラグーンに生息する近縁種とはかなり異なっている。

## 湖の層構造

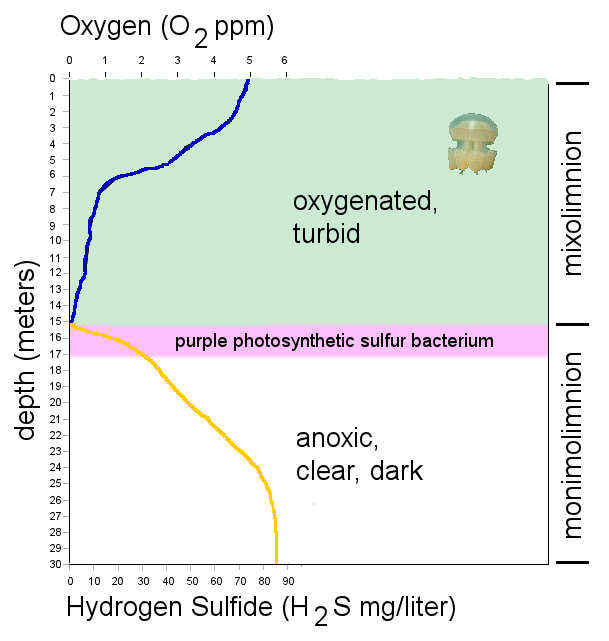
ジェリーフィッシュレイクの層構造を表した図

ジェリーフィッシュレイクは上下2つの層からなり、溶存酸素が比較的豊富な上層（混合層、mixolimnion）と、低酸素状態の下層（monimolimnion）で構成される。酸素濃度は表層の5ppmから徐々に低下し、水深15m付近でゼロとなる。この構成は年間を通じて永続的なもので、季節的な撹拌や変動はみられない。部分循環湖の多くは淡水湖で、ジェリーフィッシュレイクのような塩湖の例は世界に約200ヶ所が知られているに過ぎない。層構造が季節変動しない塩水湖も少ないが、マカラカル島や他の近隣の島々には11ヶ所の同様の例がある。
層構造が生じるのは、垂直方向の混合を妨げる3つの要因が関わっている。すなわち、周囲の岩壁と樹林が風を遮るため波が生じないこと、湖への水の供給源（降雨、トンネルを通じた潮汐流）がすべて表層近くにあること、熱帯気候で気温の季節変動が少なく対流が生じにくいことが要因と考えられている。
酸素を含む上層は、表層から水深15mの範囲である。酸素を必要とするすべての生物はこの層で暮らしており、クラゲと数種の魚類・カイアシ類が含まれる。この層はやや濁っており、透明度はおよそ5m程度である。水深3mまでは、降雨によって塩分濃度が低くなっている。
ジェリーフィッシュレイクは表層近くにある3本のトンネルによって、周囲の海とつながっている。湖の水は潮汐によってこのトンネルから出入りし、湖の潮位は近接するラグーンの約1/3に抑えられている。潮位のピークはラグーンと比べ約1時間40分遅れる。生物学者William Hamnerは、1度の潮汐によって湖の水のおよそ2.5%が入れ替わると計算した。流入は表層近くで起きるため、下層の無酸素層はほとんど潮汐の影響を受けないとみられている。
無酸素層は水深15mから湖底まで達し、この領域の酸素濃度はゼロである。一方で、硫化水素の濃度が深度に従ってゼロから80mg/literにまで上昇する。上方の3mにはバクテリアが濃密に生息する層があり、紅色細菌の1種を多量に含んでいる。この細菌層でほぼすべての太陽光が吸収されるため、これより下の領域は澄んでいるが非常に暗い。Hamnerはこの層の透明度を30mと見積もっている。無酸素層には高濃度のアンモニアとリン酸塩が含まれ、これらは上層にはほとんど存在しない。無酸素層は湖で遊泳する人間にとって危険な領域で、皮膚を傷める恐れがある。安全性確保のため、ジェリーフィッシュレイクではスクーバダイビングは禁止されており、ダイバーが到達できる深度を制限している。

## 湖の年齢
ジェリーフィッシュレイクは約12,000年前に形成された。これは湖の水深（30m）と堆積物の厚み（少なくとも20m）、および最後の氷期以降の海面上昇から見積もられた数値である。上昇した海面は12,000年前に、ジェリーフィッシュレイクを海水で満たす高さに達したとみられている。

## クラゲの種類

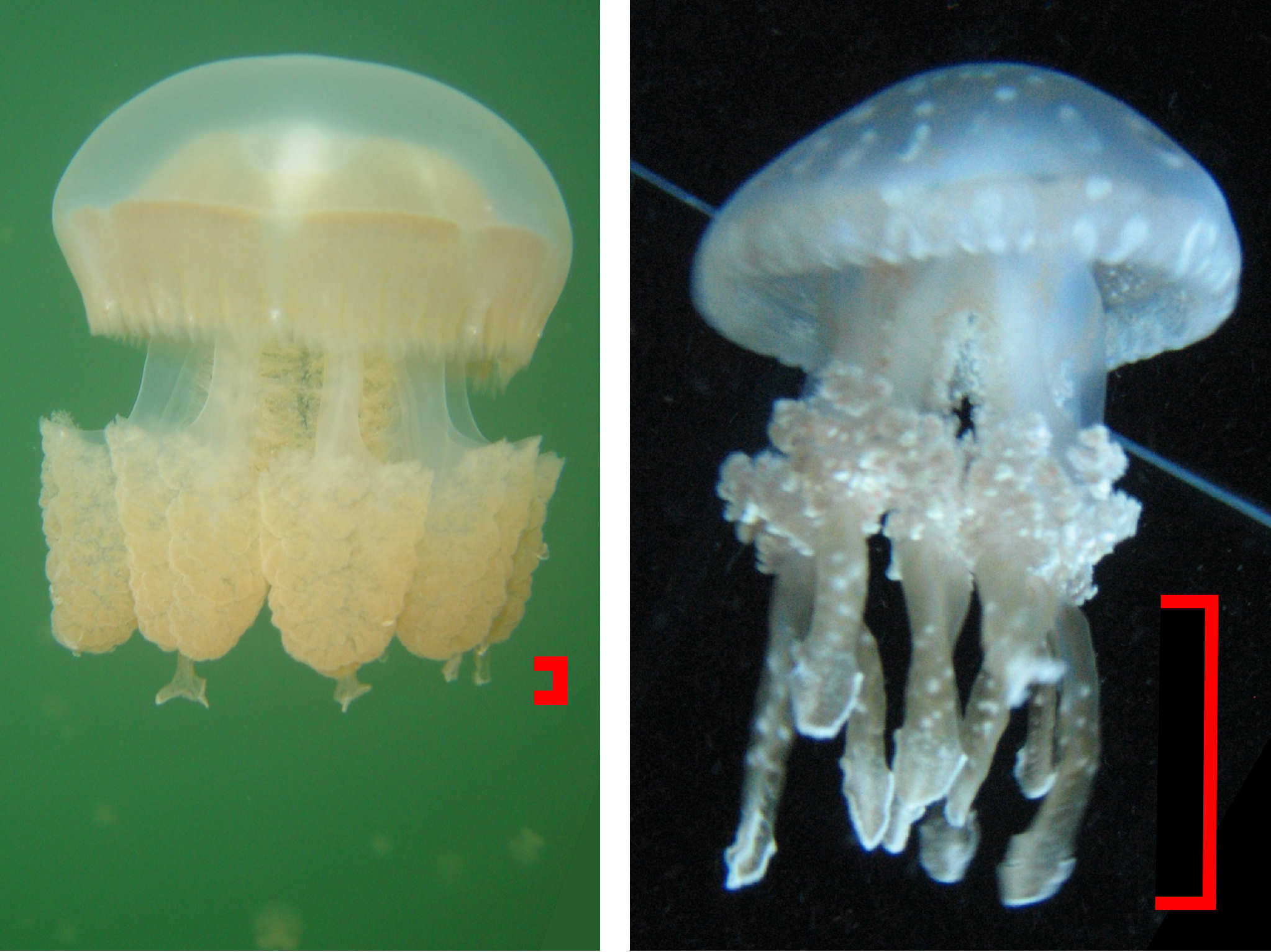
ゴールデンジェリーフィッシュ（左）とタコクラゲの比較。ジェリーフィッシュレイクに生息する前者は斑紋と体色を欠き、触手は短い

鉢虫綱に属する2種類のクラゲ、ミズクラゲ属のムーンジェリーフィッシュ（moon jellyfish：Aurelia sp.）とタコクラゲ属のゴールデンジェリーフィッシュ（golden jellyfish：Mastigias sp.）がジェリーフィッシュレイクに生息している。

### ゴールデンジェリーフィッシュ
ゴールデンジェリーフィッシュは付近のラグーンに分布しているタコクラゲ（Mastigias papua）に近縁である。彼らはプランクトンを捕食するとともに、栄養の一部を体内に住まわせた共生性の藻類（Zooxanthella）から得るという共通点がある。しかし、ゴールデンジェリーフィッシュは形態学的・生理学的・行動学的にタコクラゲとは異なっている。前者は形態学的に、斑紋および口腕の先端部にみられる突起をほぼ完全に欠くことで容易に鑑別される。

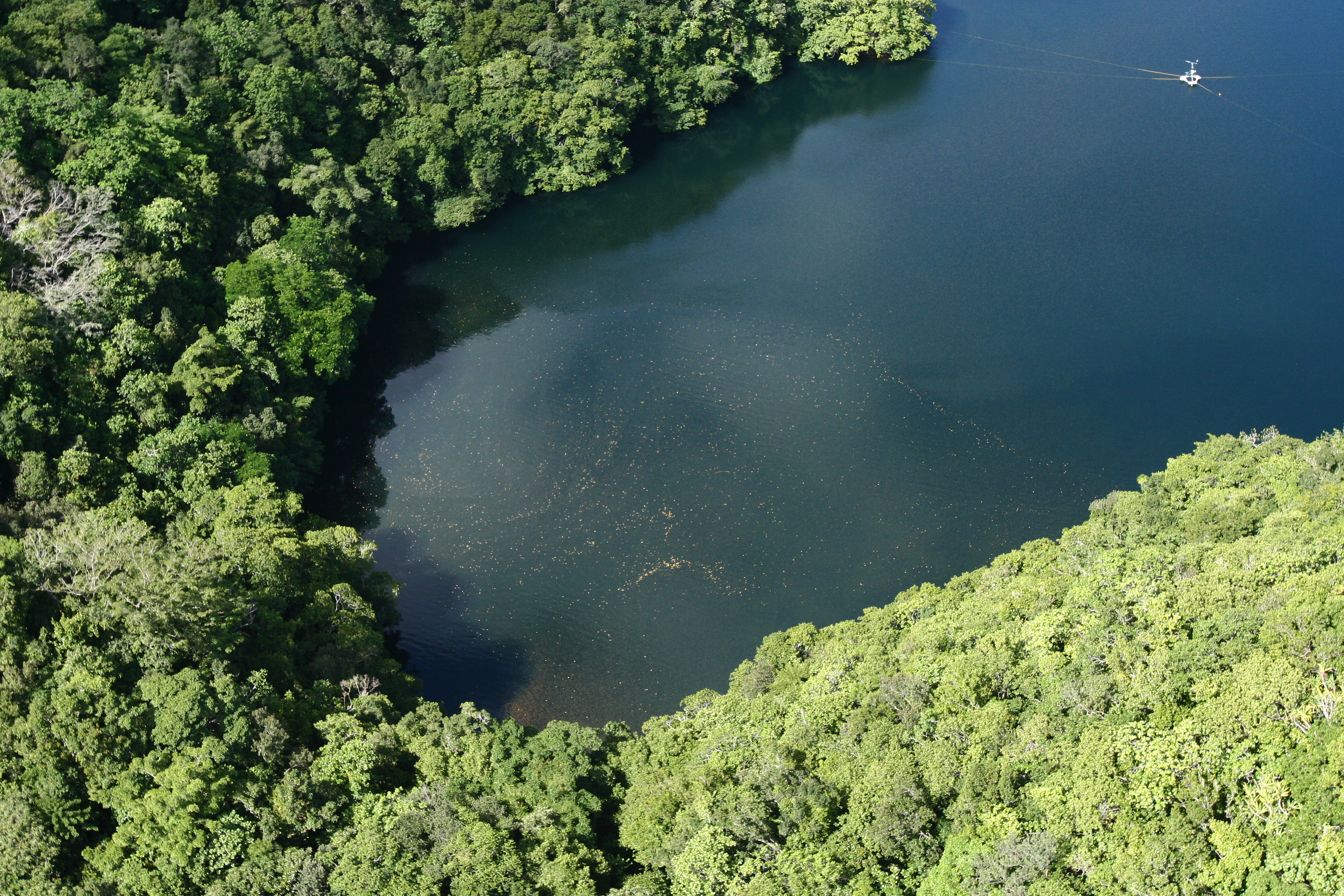
午前中、湖の東端に集まったゴールデンジェリーフィッシュ

海洋生物学者であるMichael Dawsonは、ジェリーフィッシュレイクに生息するゴールデンジェリーフィッシュは、近隣のラグーンに生息するタコクラゲの亜種（Mastigias cf. papua etpisoni）であると提唱した。「cf.」が示すように種の同定は不明確である。これはラグーン周辺に住むタコクラゲが、「タコクラゲ」という種群を構成するいくつかの隠蔽種の一つに過ぎない可能性があるためで、将来的にはこの領域のクラゲは別種と認められることになるかもしれない。彼はさらに、パラオにある他の4つの塩湖に生息するクラゲも、亜種として扱うべきであると提唱している。

### ムーンジェリーフィッシュ
ムーンジェリーフィッシュは、Hamnerによってミズクラゲ（Aurelia aurita）と同定された。1981年のこの報告以降、ミズクラゲ属に属する世界中のクラゲを用いた遺伝子学的検討が実施された。その結果、従来知られているミズクラゲ属の3種に加え、少なくとも6種が隠蔽種として含まれていることが示唆された。これらの隠蔽種のうち3種はパラオに存在しており、ジェリーフィッシュレイクを含む4つの塩湖で一般的な種類も含まれていた。したがって、ジェリーフィッシュレイクに生息するムーンジェリーフィッシュは、「ミズクラゲ属の1種（Aurelia sp.）」と呼称するのが最も正確である。パラオにおけるムーンジェリーフィッシュ種群はそれぞれ良く似ているにもかかわらず、分子生物学的研究の成果によれば、彼らは数百万年にわたって互いに交配することがなかったことを示している。

## クラゲの回遊

### ゴールデンジェリーフィッシュ
ジェリーフィッシュレイクのゴールデンジェリーフィッシュは独特の回遊行動をとることが知られており、その回遊パターンは以下の通りである。
- 夜間：1日約14時間、湖の西側において表層と化学躍層との間での垂直移動を繰り返しており、共生藻類の栄養分を得ているとみられている[11]
- 早朝から午前9時半まで：西側中央部から東側へ移動する
- 昼下がりから午後3時半まで：東側から西側の端まで移動する
- 日没時：西側の端からやや中央寄りに移動する

ゴールデンジェリーフィッシュは表層では反時計回りに回転しながら遊泳しており、共生藻類に均等に太陽光を当てているとみられる。
ジェリーフィッシュレイクにおけるゴールデンジェリーフィッシュの回遊パターンは、パラオの他の塩湖や入り江でみられるタコクラゲ属のそれと類似し、すべて午前に西側から東側への移動を行う。しかし、他地域での回遊パターンはジェリーフィッシュレイクほど詳細には調べられておらず、東側から西側への移動はマカラカル島のClear Lakeを除き午後遅くに始まる。
HamnerとDawsonはこの違いについて、ジェリーフィッシュレイクとClear Lakeの東側に分布する、クラゲを捕食するイソギンチャクの1種（Entacmaea medusivora）が回遊パターンの進化を促進したとみている。クラゲは夜明けとともに本能的に暗所を避けて東側に移動し、午後には西側に移動することによってイソギンチャクを避けている。

### ムーンジェリーフィッシュ
ムーンジェリーフィッシュには周期的な水平方向の回遊行動はみられない。夜間にはおそらく餌を求めて表層に浮上する。彼らの重要な栄養源であるカイアシ類も、夜間に表層に上がってくるためとみられている。

## 個体数の減少

### ゴールデンジェリーフィッシュ
1998年の初秋以降、ジェリーフィッシュレイクにおいてゴールデンジェリーフィッシュの急減が認められた。その年の12月には、クラゲの成体（medusa）の個体数はゼロにまで減った。
広範な調査に基づき、Dawsonらは海水温が上昇するエルニーニョ現象によって、クラゲとポリプに住む共生藻類が死滅したことが原因と突き止めた。
2000年1月にはゴールデンジェリーフィッシュの成体が、1999年4月以降初めて観察されるようになった。その後、急減する前のレベルにまで回復している。
Dawsonらはパラオに3ヶ所ある他の塩湖でもゴールデンジェリーフィッシュの調査を行った。そのうち2ヶ所（Clear Lakeおよびコロール島のGoby Lake）で、同様に成体の減少が見つかった。一方、コロール島のBig Jellyfish Lakeでは影響は認められなかった。この理由は不明だが、Big Jellyfish Lakeでは水温上昇が低く抑えられたこと、生息するゴールデンジェリーフィッシュの高温への耐性が高かった可能性が示唆されている。
1998年の例では、Clear Lakeでは完全な成体の消失には至らなかったが、常にそうだったわけではない。条件が悪いときには、Clear Lakeでもクラゲの消失が発生する。条件が再び良くなれば、停止していたポリプの分裂が起こりクラゲの個体数も回復する。
ジェリーフィッシュレイクにおけるクラゲの減少は1987年にも発生しており、これはスクーバダイビングによる層構造の攪乱が原因と考えられていた。しかし、海水温が異常に上昇していた時期であったことを考えれば、この減少も1998年と同じ原因であったと推定される。

### ムーンジェリーフィッシュ
ムーンジェリーフィッシュも1998年にダメージを受けたとみられるが、数の上では減少は認められなかった。

## スノーケリング

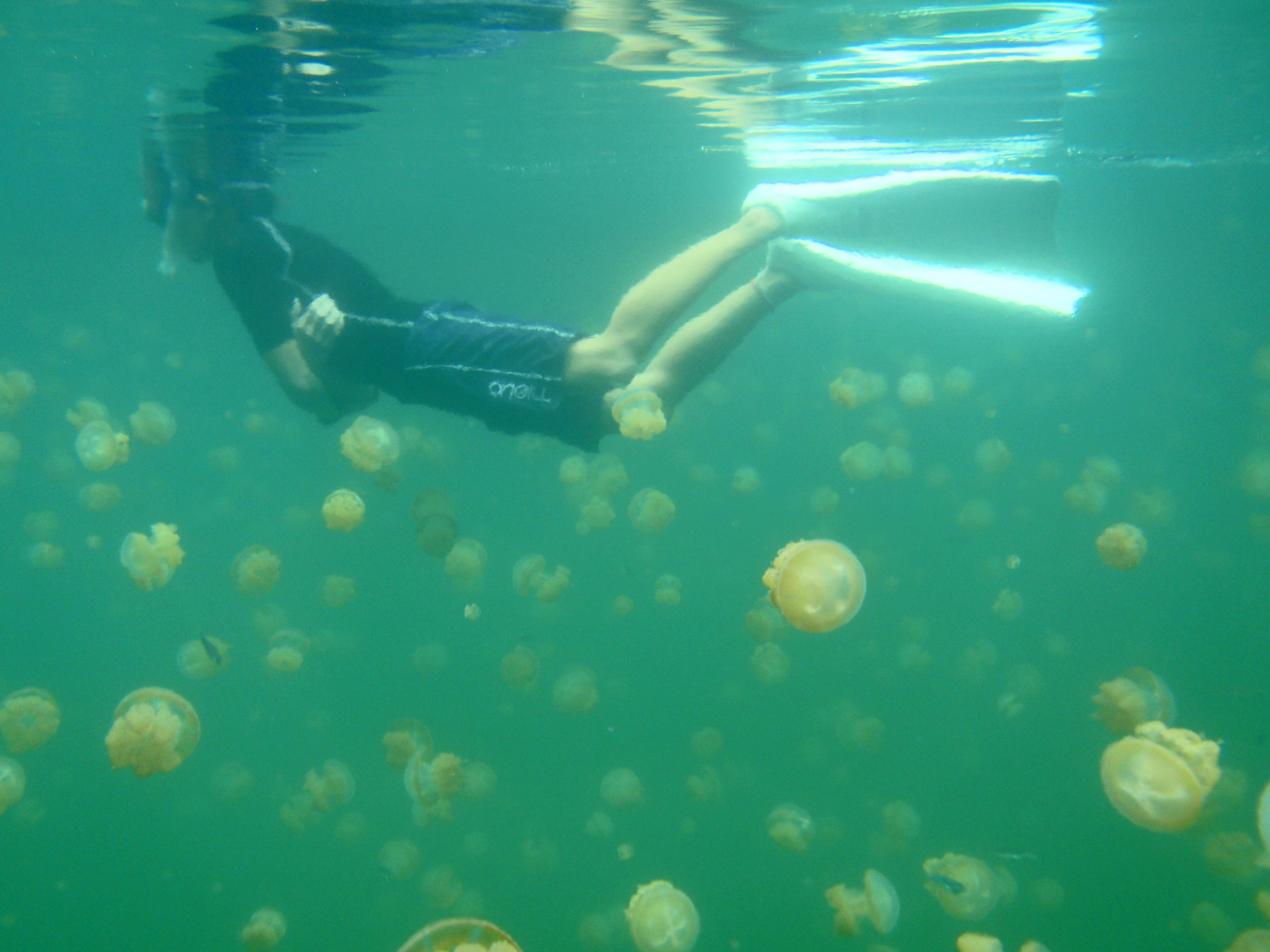
ジェリーフィッシュレイクでのスノーケリング

パラオへの旅行者にとって、ジェリーフィッシュレイクにおけるスノーケリングはよく知られたアクティビティである。コロール島の観光業者が湖へのツアーを組んでいる。マカラカル島はコロール島から船で約45分の距離にある。浜辺から短い小道を歩けば、湖に到達できる。
観光のためにジェリーフィッシュレイクを訪れるには、許可証が必要となる。ロックアイランド・ジェリーフィッシュレイクのパスは100ドルで販売され、10日間有効である（2020年時点）。
ジェリーフィッシュレイクにおいて、旅行者によるスクーバダイビングは許可されていない。タンクからの気泡がクラゲを傷つける恐れがあることと、水深15m以深の無酸素層には硫化水素が含まれており危険であることがその理由である。
ジェリーフィッシュレイクは2020年現在、観光客が訪れることのできるパラオで唯一の塩湖となっている。

### 安全性
ジェリーフィッシュレイクに住む2種類のクラゲはいずれも刺胞をもっているが、ヒトを傷つけるほど強い毒はない。ただし口の周りなど皮膚の敏感な部分については、口腕との接触に注意すべき旨が報告されている。旅行業者はアレルギー体質の人に対し、適切な防護衣を着たうえで湖に入ることを推奨している。
パラオにはイリエワニが分布するが、近年の死亡事故は1例にとどまり、ダイバーにとって特別な脅威とはみなされていない。
無酸素層における硫化水素は皮膚からも吸収されるため、スクーバダイバーにとって大変危険である。1977年には、安全な濃度として最大10ppmが設定された。湖底での濃度はこの8倍を超えるが、浅くなるにつれて低下し、水深15mの化学躍層付近ではゼロになる。無酸素層に達しないようにさえすれば、スノーケリングにとって危険な要素ではない。